# Nola rubescens
Nola rubescens är en fjärilsart som beskrevs av William Schaus 1921. Nola rubescens ingår i släktet Nola och familjen trågspinnare. Inga underarter finns listade i Catalogue of Life.